# Hadromys humei
Hadromys humei је врста глодара из породице мишева (Muridae).

## Распрострањење
Ареал врсте је ограничен на једну државу. Индија је једино познато природно станиште врсте.

## Станиште
Станиште врсте су шуме. Врста је по висини распрострањена од 900 до 1.300 метара надморске висине.

## Угроженост
Ова врста се сматра угроженом.